# Saint-Front (Haute-Loire)
Saint-Front é uma comuna francesa na região administrativa de Auvérnia-Ródano-Alpes, no departamento de Alto Loire. Estende-se por uma área de 54,4 km². Em 2010 a comuna tinha 406 habitantes (densidade: 7,5 hab./km²).